# Ninečer
Ninečer, znan tudi kot Banečer, je Horovo ime tretjega kralja Druge egipčanske dinastije. Natančna dolžina njegove vladavine ni znana. Torinski seznam kraljev mu pripisuje neverjetnih 96 let, egipčanski zgodovinar Maneto pa 47 let vladanja. Egiptologi na obe trditvi gledajo kot na napačno interpretacijo ali pretiravanje. V splošnem velja, da je Ninečer vladal 43 ali 45 let. Ocene temeljijo rekonstrukciji dobro znanega Kamna iz Palerma, ki poroča o obdobju od 7. do 21. leta njegove vladavine, in napisu na Kamnu iz Kaira, ki poroča o obdobju od leta 36 do 44. Različni avtorji ocenjujejo, da je Ninečer vladal okoli leta 2850 do 2760 pr. n. št.  ali kasneje od okoli leta 2760–2715 pr. n. št.

## Ime
Ninečer je eden od arheološko najbolje dokazanih kraljev Druge dinastije. Njegovo ime se pojavlja na številnih kamnitih posodah in glinastih pečatih iz njegove grobnice v Sakari. Številni artefakti z njegovim imenom izvirajo tudi iz grobnice kralja Peribsena v Abidosu in galerij pod Džoserjevo Stopničasto piramido. Datiranje napisov, zlasti tistih, napisanih s črnim črnilom, je povzročalo nekaj težav. Strokovnjaki za pisavo in arheologi, med njimi Ilona Regulski, poudarjajo, da so ti napisi nekoliko mlajši od napisov na kamnu in pečatih.  Ilona Regulski jih umešča v vladavino kraljev Kasekemvija in Džoserja in domneva, da izvirajo iz Abidosa. Resnici  na ljubo so posode iz alabastra in glinaste vrče z zelo podobno pisavo in Ninečerjevim imenom odkrili tudi v Peribsenovi grobnici.
Ninečerjevo ime so odkrili tudi na skalnem napisu pri Abu Handalu v Spodnji Nubiji. Napis bi lahko dokazoval, da je Ninečer poslal v to pokrajino svojo vojsko, čeprav o tem na daje nobenih informacij.

## Identiteta
Ninečer se običajno istoveti z Banečerjem z Abidoškega seznama kraljev, Banečerujem s Sakarskega  in Nečer-renom s Torinskega seznama kraljev. Na Kamnu iz Palerma je nenavadno Ninečerjevo zlato ime Ren-nebu, ki pomeni zlati mladič ali zlato tele. Ime se pojavlja že na artefaltih iz obdobja, ko je bil Ninečer še živ. Egiptologi, med njimi  Wolfgang Helck in Toby Wilkinson, domnevajo, da je bilo ime nekakšen predhodnik zlatega Horovega imena, ki so ga v kraljevi titularij uvedli pod kraljem Džoserjem na začetku Tretje dinastije.

## Vladanje
Večina znanih podatkov o Ninečerjevem vladanju izvira s fragmentov Letopisnega kamna Pete dinastije. Na Kamnu iz Palerma so naslednji dododki:
- 7. leto: Spremljanje Hora (3. štetje živine) ... (ostalo manjka)
- 8. leto: Pojava kralja; napenjanje vrvi (slovesnost ob ustanovitvi)[12] za Hor-Rena. Višina poplav: 1,57 m.
- 9. leto: Spremljanje Hora (4. štetje živine). Višina poplav: 1,09 m.
- 10. leto: Pojava kralja Spodnjega in Gornjega Egipta; dirka Apisovega bika (pḥrr Ḥp).   Višina poplav: 1,09 m.
- 11. leto: Spremljanje Hora (5. štetje živine). Višina poplav: 1,98 m.
- 12. leto: Pojava kralja Spodnjega Egipta. Drugo praznovanje Sokarja.  Višina poplav: 1,92 m.
- 13. leto:  Spremljanje Hora (6. štetje živine). Višina poplav: 0,52 m.
- 14. leto: Prvo praznovanje Hor-seba-pet (Hor, zvezda na nebu). Uničenje/ustanovitev mest  Šem-Re (Sonce je prišlo)[12] in Ha (Severno mesto)[12] Branje tega odlomka besedila je predmet obsežnih razprav, ker lahko znak hoe pomeni uničenje ali ustanovitev. Višina poplav: 2,15 m.
- 15. leto: Spremljanje Hora (7. štetje živine). Višina poplav: 2,15 m.
- 16. leto: Pojava kralja Spodnjega Egipta. Druga dirka Apisovega bika (pḥrr Ḥp). Višina poplav: 1,92 m.
- 17. leto: Spremljanje Hora (8. štetje živine). Višina poplav: 2,40 m.
- 18. leto: Pojava kralja Spodnjega Egipta. Tretje praznovanje Sokarja. Višina poplav: 2,21m.
- 19. leto: Spremljanje Hora (9. štetje živine). Višina poplav: 2,25 m.
- 20. leto: Pojava kralja Spodnjega Egipta. Darovanje za kraljevo mater. Praznovanje Praznika večnost (pogrebni ceremnonial).[12] Višina poplav: 1,92 m.
- 21. leto: Spremljanje Hora (10. štetje živine) … (ostalo manjka)

Na Kamnu iz Kaira so dogodki v vladarskih letih 36–44. Površina kamnitih plošč je poškodovana, zato je večina dogodkov nečitljiva. Izjema je rojstvo (stvaritev) Anubisovega fetiša in delov napisa »Pojava kralja Spodnjega in Gornjega Egipta«.
Staroegipčanski zgodovinar Maneto je več kot 2000 let kasneje Ninečerja imenoval Binôthrís  in omenil,  da so med njegovim vladanjem »ženske dobile pravico do kraljevskega dostojanstva«, kar pomeni, da so lahko vladale kot kraljice. Egiptologi, med njimi Walter Bryan Emery, domnevajo, da se je skliceval na kraljici Merneit in Neithotep iz zgodnje Prve dinastije, katerima so dovolili vladati v imenu njunih mladoletnih sinov. Med Ninečerjevo vladavino je k letnemu dogodku spremljanja Hora dodal ldogodek štetja živine, ki je imel izreden pomen za egipčansko gospodarstvo in je pomenil uradno pobiranje davkov. Na začetku Tretje dinastije so dogodek spremljanje Hora opustili.

## Konec vladanja
Egiptologi, kot so Wolfgang Helck, Nicolas Grimal, Hermann Alexander Schlögl in Francesco Tiradrittibelieve, so prepričani, da je Ninečer zaradi prezapletene državne uprave kraljestvo razdelil na dve kraljestvi in ju prepustil svojima sinovoma v upanju, da bosta državo bolje upravljala kot on sam. Egiptologinja Barbara Bell v nasprotju z njimi trdi, da je Egipt približno takrat prizadela naravna katastrofa, verjetno lakota, ki jo je povzročila dolgotrajna suša.  Ninečer je oskrbo prebivalcev poskušal rešiti z razdelitvijo Egipta na dve neodvisni kraljestvi, dokler ne bi lakota minila. Bellova se sklicuje  na Kamen iz Palerma, na katerem zapisi o letnih poplavah v tem obdobju omenjajo zelo nizke vodostaje Nila. Njeno teorijo so egiptologi spodbili z novimi izračuni vodostaja Nila. Seidelmayer je dokazal, da so bili vodostaji Nila od Ninečerjeve vladavine do začetka Starega kraljestva običajni in da je Bellova spregledala, da so na Kamnu iz Palerma dokumentirane samo meritve nilometrov pri Memfisu in ne tudi drugod ob reki. Dolgotrajna suša je zato malo verjeten vzrok za Ninečerjevo delitev države.
Nejasno je tudi to ali je Ninečerjev naslednik delil prestol z drugim vladarjem ali je bila država ob njegovi smrti razdeljena na dva državi. Vsi znani seznami kraljev,  Sakarski, Torinski in Abidoški,  kot Ninečerjevega neposrednega naslednika in Senedževega predhodnika omenjajo kralja Vadženesa. Po Senedžu se seznami kraljev, kar se naslednikov tiče, med seboj  razlikujejo. Medtem ko Sakarski in Torinski seznam kot neposredne naslednike omenjata Neferka(re)ja I., Neferkasokarja in Hudžefo I., jih Abidoški seznam preskoči in omenja kralja Džadžaja, identičnega s Kasekemvijem. Egipt je bil razdeljen že ob Senedževem prihodu na prestol. Kralja Sekemib in Peribsen naj bi vladala v Gornjem Egiptu, medtem ko so Senedž in njegovi nasledniki vladali v Spodnjem Egiptu. Kraljestvo je ponovno združil kralj Kasekemvi.

## Grobnica
Za nenavadno veliko mastabo visokega uradnika Ruabena (ali Ni-Ruaba), mastaba S2302, se je nekoč domnevalo, da je bila prvotno začasna Ninečerjeva grobnica, dokler niso uredili mesta kraljevega pokopa. Napačno razlago je povzročilo veliko število glinastih pečatov z Ninečerjevim serekom v Ruabenovi mastabi. Mastaba S2302 je pripadala samo Ruabenu, ki je bil visok uradnik med Ninečerjevo vladavino.
Ninečerjeva galerijska grobnica je pod prehodom Unasove nekropole v Sakari in meri 94 x 106 m. Vhodna klančina vodi 25 m globoko v tri galerije v smeri vzhod-zahod, ki se razširijo v labirintu podoben sistem vež, preddvorov in prehodov. Deutsches Archäologisches Institut (Nemški arheološki institut, DAI) je opravil tri izkopavanja, ki so razkrila veliko arhitekturno podobnost  z galerijsko grobnico B, v kateri je bil  pokopan Nebra ali Hotepsekemvi. DAI je zaključil, da je bila grobnica B zgled za Ninečerjevo grobnico. V njej so odkrili 56 nožev iz kremena, 44 britev, 44 drugih rezil ter vrče za vino in pivo. Južna galerija je bila skoraj nepoškodovana in je vsebovala veliko predmetov iz obdobja, ko je bil Ninečer še živ. Med njimi je bilo več kot petdeset zapečatenih vinskih vrčev, nosilne mreže, leseni skladiščni zaboji in okrašene steklenice iz alabastra.  Nekaj vinskih vrčev je bilo iz grobnic pozne Prve dinastije. V drugi galeriji so odkrili maske mumij in žensko krsto iz ramzeškega obdobja. Ninečerjevo grobnico so kasneje očitno ponovno uporabili. Glavna pogrebna komora je na najbolj jugozahodnem delu grobnice, celotna galerija pa je zelo nestabilna in ji grozi porušenje.